# Strix
Strix Linnaeus, 1758 è un genere di uccelli della famiglia degli Strigidi noti comunemente con il nome di allocchi.

## Tassonomia
Il genere Strix comprende le seguenti specie:
- Strix seloputo Horsfield, 1821 – allocco maculato asiatico
- Strix ocellata (Lesson, 1839) – allocco marezzato
- Strix leptogrammica Temminck, 1832 – allocco bruno
- Strix aluco Linnaeus, 1758 – allocco comune
- Strix nivicolum (Blyth, 1845)
- Strix butleri (Hume, 1878) – allocco del Butler o allocco di Hume
- Strix hadorami Kirwan, Schweizer & Copete, 2015
- Strix occidentalis (Xántus de Vésey, 1860) – allocco maculato americano
- Strix varia Barton, 1799 – allocco barrato
- Strix sartorii (Ridgway, 1874)
- Strix fulvescens (P.L.Sclater & Salvin, 1868) – allocco fulvo
- Strix hylophila Temminck, 1825 – allocco rossiccio barrato
- Strix chacoensis Cherrie & Reichenberger, 1921
- Strix rufipes King, 1828 – allocco zamperosse
- Strix uralensis Pallas, 1771 – allocco degli Urali
- Strix davidi (Sharpe, 1875) – allocco di Sze-Chuan
- Strix nebulosa J.R.Forster, 1772 – allocco di Lapponia
- Strix woodfordii (A.Smith, 1834) – allocco africano
- Strix virgata (Cassin, 1849) – allocco marezzato / civetta marezzata
- Strix albitarsis (Bonaparte, 1850)
- Strix nigrolineata (P.L.Sclater, 1859)
- Strix huhula Daudin, 1800 – allocco fasciato nero / civetta fasciata nera

### Specie fossili
- Strix dakota[senza fonte]